# Альбер Мейонг
Альбер Мейонг (фр. Albert Meyong, нар. 19 жовтня 1980, Яунде) — камерунський футболіст, що грав на позиції нападника.
Виступав за низку клубів, насамперед, португальських, а також національну збірну Камеруну.
Володар Кубка Португалії. Володар Кубка Інтертото. У складі збірної — Олімпійський чемпіон 2000 року. 

## Клубна кар'єра
Народився 19 жовтня 1980 року в місті Яунде. Вихованець футбольної школи місцевого клубу «Канон Яунде». Дорослу футбольну кар'єру розпочав 1997 року в основній команді того ж клубу, в якій провів один сезон. 
1998 року юного камерунця запросила до своїх лав італійська «Равенна», за яку протягом сезону провів сім матчів у Серії B.
Своєю грою за останню команду привернув увагу представників тренерського штабу португальської «Віторії» (Сетубал), до складу якої приєднався на початку 2000 року. Відіграв за клуб із Сетубала наступні п'ять з половиною сезонів своєї ігрової кар'єри. Більшість часу, проведеного у складі «Віторії», був основним гравцем атакувальної ланки команди, яка у той період блансувала між Прімейрою і Сегундою. Був одним з її головних бомбардирів, маючи середню результативність на рівні 0,36 голу за гру першості. 
Сезон 2005/06 провів у складі «Белененсеша», за який у 26 іграх португальського чемпіонату забив 17 голів, чого вистачило аби стати найкращим бомбардиром сезону в Прімейрі.
У статусі найвправнішого бомбардира португальської першості перейшов влітку 2006 року до іспанського «Леванте». У цій команді постійного місця у складі не отримав, натомість протягом 2007—2008 років грав на умовах оренди за друголіговий іспанський «Альбасете» та добре знайомий португальський «Белененсеш».
2008 року на постийній основі повернувся до Португалії, уклавши контракт із «Брагою», у складі якої того ж року став володарем Кубка Інтертото, а загалом провів три з половиною сезони.
Провівши 2012 і першу половину 2013 року у «Віторії» (Сетубал), нападник неочікувано повернувся до Африки, де протягом трьох років грав за ангольський «Кабушкорп», де йому вистачило 79 ігор аби 50 разів відзначитися забитими голами.
І все ж професійну ігрову кар'єру завершив у Португалії, все у тій же «Віторії» (Сетубал), до якої утретє в своїй кар'єрі 35-річний нападник прийшов 2016 року і де провів свої останні півтора року професійних футбольних виступів.

## Виступи за збірні
2000 року  захищав кольори олімпійської збірної Камеруну. У складі цієї команди провів 3 матчі на Олімпійських іграх 2000 року в Сіднеї, де став олімпійським чемпіоном.
2004 року дебютував в офіційних матчах у складі національної збірної Камеруну. Протягом кар'єри у національній команді, яка тривала 6 років, провів у формі головної команди країни 13 матчів, забивши 3 голи.
У складі збірної був учасником Кубка африканських націй 2006 року в Єгипті.

## Титули і досягнення
- Володар Кубка Португалії (1):

«Віторія» (Сетубал):  2004-2005
- Володар Кубка Інтертото (1):

«Брага»: 2008
- Переможець Всеафриканських ігор (1): 1999
- Олімпійський чемпіон (1): 2000

### Особисті
- Найкращий бомбардир чемпіонату Португалії (1): 2005-2006 (17 голів)